# La vie est un long fleuve tranquille
La vie est un long fleuve tranquille és una pel·lícula de comèdia francesa del 1988 dirigida per Étienne Chatiliez. A través de la qüestió mil·lenària de la natura versus la criança, la pel·lícula fa una mirada satírica a la societat del nord industrial contrastant la precària vida de la majoria pobra amb la de la burgesia acomodada que va a l'església.

## Argument
En una ciutat de l'extrem nord de França, dues famílies nombroses porten vides molt diferents, els Groseilles viuen en habitatges socials sòrdids a base de prestacions i petits delictes. L'estrany és Maurice, de 12 anys, tan criminal com la resta però ordenat i intel·ligent. Pel que fa als Le Quesnoy, catòlics practicants en una gran casa unifamiliar, ell és director regional de la companyia elèctrica i ella, a part de les feines de l'església, té cura de la casa i dels nens. No obstant això, estan experimentant problemes amb la Bernadette, de 12 anys.
Dotze anys abans, a l'hospital la nit de Nadal, l'obstetra va donar a llum dos nadons i va anar a casa amb la seva dona. La infermera, la seva amant que havia esperat una vetllada tendra amb ell, enfurismada va canviar la nena de Groseille pel nen de Le Quesnoy. Dotze anys després mor la dona del metge i la infermera, que sempre esperava substituir-la, és rebutjada. Escriu notes als Groseilles i als Le Quesnoy, confessant la seva mala fe, i una tercera nota a l'obstetra. Deixa la ciutat de pressa.
Els Le Quesnoy decideixen no dir-li res a la Bernadette i quedar-se amb ella, però "adopten" Maurice com a fill i el porta a viure amb ells. A canvi ofereixen una gran quantitat en efectiu (més electricitat gratuïta) als Groseilles. Encara que diligent a l'escola i obedient a casa, Maurice ven en silenci els efectes familiars per acumular un ou secret i fa regals a la seva antiga família i amics. Un dia, quan la Bernadette diu que odia els pobres, Maurice li revela els seus orígens. Es va colant a la casa dels Groseilles i, horroritzada pel que veu, torna a les mansions i es tanca a la seva habitació durant setmanes.
Maurice es manté en contacte amb els Groseilles, donant-los suport amb coses que treu de la casa de Le Quesnoy, i un dia organitza que tots els fills de les dues famílies (a part de la Bernadette encara enclaustrada) es trobin al costat del riu per beure cervesa i nedar. El nen més gran de Le Quesnoy cau entre els braços voluntaris de la noia més gran dels Groseille.
Quan els nens de Le Quesnoy es tornen a casa vacil·lants i borratxos, Madame Le Quesnoy té un col·lapse nerviós i agafa l'ampolla. Bernadette fuig i la policia la torna. El senyor Le Quesnoy la porta a ella i la minyona, que està embarassada de cinc mesos d'un amant que no revelarà, a una casa de camp al costat del mar, i els altresel seguiran al final del curs escolar. En una casa de camp al costat del mar hi ha la infermera, que per fi té l'obstetra per a ella sola després que aquest hagi patit un ictus.

## Repartiment
- Benoît Magimel com Maurice "Momo" Groseille
- Valérie Lalonde com a Bernadette Le Quesnoy
- Hélène Vincent com a Madame Marielle Le Quesnoy
- André Wilms com a Monsieur Jean Le Quesnoy
- Christine Pignet com a Madame Marcelle Groseille
- Maurice Mons com a Monsieur Frédéric "Frédo" Groseille
- Guillaume Hacquebart com a Paul Le Quesnoy
- Emmanuel Cendrier com a Pierre Le Quesnoy
- Jean-Brice Van Keer com a Mathieu Le Quesnoy
- Praline Le Moult com Emmanuelle Le Quesnoy
- Axel Vicart com a Franck Groseille
- Claire Prévost com a Roselyne Groseille
- Tara Römer com a Million Groseille (com a Tara Romer)
- Jérôme Floch com a Toc-Toc Groseille
- Sylvie Cubertafon com a Ghislaine Groseille
- Catherine Jacob com a Marie-Thérèse
- Patrick Bouchitey com el Pare Aubergé
- Daniel Gélin com el Dr. Lluís Mavial
- Catherine Hiegel com a Josette

## Estatus de culte
L'èxit inicial de taquilla de la pel·lícula es va deure a un màrqueting intel·ligent, inclòs un tràiler sense imatges ni escenes de la pel·lícula, i un pòster amb només el seu títol. A més, la pel·lícula no tenia cap nom important, excepte el veterà actor francès Daniel Gelin. També va ser el primer llargmetratge d'Etienne Chatiliez que, fins aleshores, hatingut una carrera reeixida dirigint anuncis coneguts pel seu estil peculiar i capritxós. La pel·lícula va atreure 2,5 milions de espectadors, en gran part a causa del màrqueting de boca a boca que va gaudir.
A causa, en part, que la pel·lícula es mostra amb freqüència a la televisió francesa, ha guanyat una mica de culte entre els joves francesos. La cançó "Jésus Reviens", cantada durant una escena a una església, és reconeguda per a molts joves francesos com un dels molts gags satírics de la pel·lícula sobre la cultura burgesa catòlica francesa en l'època en què es va rodar.
La pel·lícula del 2009 Neuilly sa mère ! va estar molt influenciada per La Vie est un long fleuve tranquille.

## Reconeixements
La pel·lícula va rebre 7 nominacions als Premis César :
| Premi        | Categoria                 | Receptor                           | Resultat  |
| ------------ | ------------------------- | ---------------------------------- | --------- |
| Premis César | Millor actriu secundària  | Hélène Vincent                     | Guanyador |
| Premis César | Millor actriu revelació   | Catherine Jacob                    | Guanyador |
| Premis César | Millor primera pel·lícula | Étienne Chatiliez                  | Guanyador |
| Premis César | Millor guió               | Étienne Chatiliez Florence Quentin | Guanyador |
| Premis César | Millor pel·lícula         | Étienne Chatiliez                  | Nominat   |
| Premis César | Millor actor secundari    | Patrick Bouchitey                  | Nominat   |
| Premis César | Millor vestuari           | Elisabeth Tavernier                | Nominat   |

També va participar en la IX edició de la Mostra de València, en la que va guanyar el Premi Fipresci.